# 舊金山第四及國王街站
舊金山第四及國王街站（英語：San Francisco 4th and King Street Station）是位於美国加利福尼亚州旧金山的轉乘車站。此站為加州列车（Caltrain）的北端终點站，常被簡稱為「舊金山站」（San Francisco Station）；此處街道中央亦設有舊金山輕軌車站，稱為「第四及國王街站」（4th and King Station）或暱稱為「加州列車站」（Caltrain Station），輕軌路線包括行駛經市場街地鐵的舊金山輕軌N線、舊金山輕軌T線、舊金山輕軌S線、以及歸類於歷史鐵道的舊金山輕軌E線街車。
加州列車舊金山站为旧金山往來圣马刁县及圣克拉拉县的通勤者提供通勤鐵路服務。